# Rattus verecundus
Rattus verecundus és una espècie de mamífer rosegador de la família dels múrids. Viu a altituds d'entre 150 i 2.700 msnm a Indonèsia i Papua Nova Guinea. Ocupa una gran varietat d'hàbitats. És una espècie en risc mínim, és a dir, no sembla que hi hagi cap amenaça significativa per a la seva supervivència. El seu nom específic, verecundus, significa ‘amb cara de vergonya’ en llatí.